# Monica Seles
« Seles » redirige ici. Pour les autres significations, voir Celes ou Seles.
Pour l’article homonyme, voir Szeles.
Vous lisez un « article de qualité » labellisé en 2015.
Monica Seles est une joueuse de tennis yougoslave, puis américaine, née le 2 décembre 1973 à Novi Sad.
Considérée comme la première cogneuse de l'histoire de son sport, elle gagne le tournoi de Roland-Garros en juin 1990, à 16 ans et demi : un exploit inégalé sur la terre battue parisienne. Le 11 mars 1991, elle devient la plus jeune numéro un mondiale au classement WTA et, pendant deux ans, interrompt le long règne de sa rivale allemande Steffi Graf. Avant son vingtième anniversaire, elle décroche huit titres du Grand Chelem, remportant plusieurs fois trois des quatre tournois qui le composent, mais échouant à Wimbledon.
Sa chasse aux records s'arrête brutalement en avril 1993 quand, en plein match à Hambourg, elle se fait poignarder dans le dos.
Dans le contexte de la guerre en Yougoslavie, elle acquiert la citoyenneté américaine en 1994.
De retour à la compétition en 1995, Seles triomphe encore à l'Open d'Australie en janvier 1996, puis se maintient parmi l'élite. Elle ne retrouve toutefois jamais la plénitude de ses moyens, souvent blessée ou concurrencée par une nouvelle génération de joueuses. En février 2008, après cinq saisons d'inactivité pour cause de pied abîmé, elle officialise sa retraite sportive à l'âge de 34 ans.
Sur le circuit professionnel entre 1988 et 2003, son palmarès comprend cinquante-trois tournois, une médaille de bronze aux Jeux olympiques, trois titres en Fed Cup et 178 semaines à la tête du classement WTA.
Monica Seles, qui jouait revers et coup droit à deux mains, est restée célèbre auprès du public pour les cris qu'elle poussait sur le court au moment de frapper la balle. 
Elle est membre du International Tennis Hall of Fame depuis 2009.

## Biographie

### Enfance
Monica Seles est la fille cadette d'une famille hongroise de Serbie vivant à Novi Sad, en Yougoslavie. À l'âge de 5 ans, en vacances au bord de la mer Adriatique, elle s'initie au tennis en voulant imiter son frère aîné Zoltán, lui-même joueur junior émérite. Parce qu'elle trouve sa raquette trop lourde à porter, la jeune gauchère prend l'habitude de la tenir à deux mains, en revers comme en coup droit : cette technique rare, dont elle ne se départira plus, restera l'une des principales singularités de son jeu.
De retour à la maison, son père Károly, ancien athlète de triple saut, bricole un court de tennis devant l'immeuble familial et s'improvise son professeur. Pour aiguiser sa férocité, il griffonne de petites mascottes de Tom et Jerry sur les balles et lui recommande de les frapper aussi vite et aussi fort que possible, en visant les lignes,.
La fillette de 9 ans écume les compétitions locales sans savoir compter les points — « Je gagne ? » demande-t-elle pendant les matchs. À 10 ans, elle devient championne d'Europe des moins de 12 ans, puis remporte l'Orange Bowl en 1985 en Floride. Repérée par l'entraîneur Nick Bollettieri, elle rejoint en 1986 l'académie de ce dernier à Bradenton et se livre là, pendant deux années, à un entraînement très intensif, croisant parfois le fer avec les jeunes Jim Courier ou Andre Agassi.

### 1988-1990: une ascension fulgurante
Monica Seles fait son galop d'essai sur le circuit WTA (Women's Tennis Association) à 14 ans, le 7 mars 1988 à Boca Raton. Au premier tour, elle élimine Helen Kelesi (31e mondiale) et stupéfait les esprits par la puissance de ses frappes et par les grunts (« grognements ») dont elle les accompagne. Campée sur sa ligne de fond, ses accélérations des deux côtés, retours de service et passing-shots foudroyants font en particulier sensation.
1989 marque ses débuts à plein temps dans le grand bain des joueuses professionnelles. Le 30 avril, elle gagne son premier titre à Houston face à la vétérane Chris Evert.
Le monde entier découvre l'adolescente un mois plus tard à Roland-Garros quand elle offre des fleurs au public en pénétrant sur le court. Zina Garrison, au troisième tour, n'apprécie guère le geste, qu'elle juge antisportif. En demi-finale, alors qu'elle n'est pas tête de série, elle accule l'invincible Steffi Graf dans un troisième set qui scelle le préambule d'une des plus grandes rivalités de l'histoire du tennis féminin. À Wimbledon et à l'US Open, la championne est renvoyée à ses études, respectivement par Graf et Evert. Elle accède au top 10 du classement WTA le 11 septembre 1989, à 15 ans et 9 mois.
Seles plaque l'académie Bollettieri en mars 1990, après que son père a reproché à l'entraîneur son supposé manque de dévouement. Le printemps la voit rafler cinq tournois d'affilée,,. Martina Navrátilová, expédiée en cinquante minutes en finale des Internationaux d'Italie, résume son effarement en conférence de presse : « J'ai l'impression d'avoir été renversée par un camion. » À Berlin, Seles met fin, en deux sets, à une série de 66 victoires consécutives de Steffi Graf.
Le 10 juin, la jeune Yougoslave triomphe à Roland-Garros contre la même Graf. Elle a 16 ans et demi : un exploit à ce jour inégalé sur la terre battue parisienne.
Si les mois suivants sont plus inconstants — quart à Wimbledon, 3e tour à l'US Open —, elle domine Gabriela Sabatini au Masters de novembre, à l'occasion du premier match de l'ère Open jamais tenu par des femmes en cinq manches. Numéro deux mondiale à l'issue de la saison, Seles est désignée « joueuse ayant le plus progressé » par les instances de la WTA.

### 1991-1992: l'hégémonie

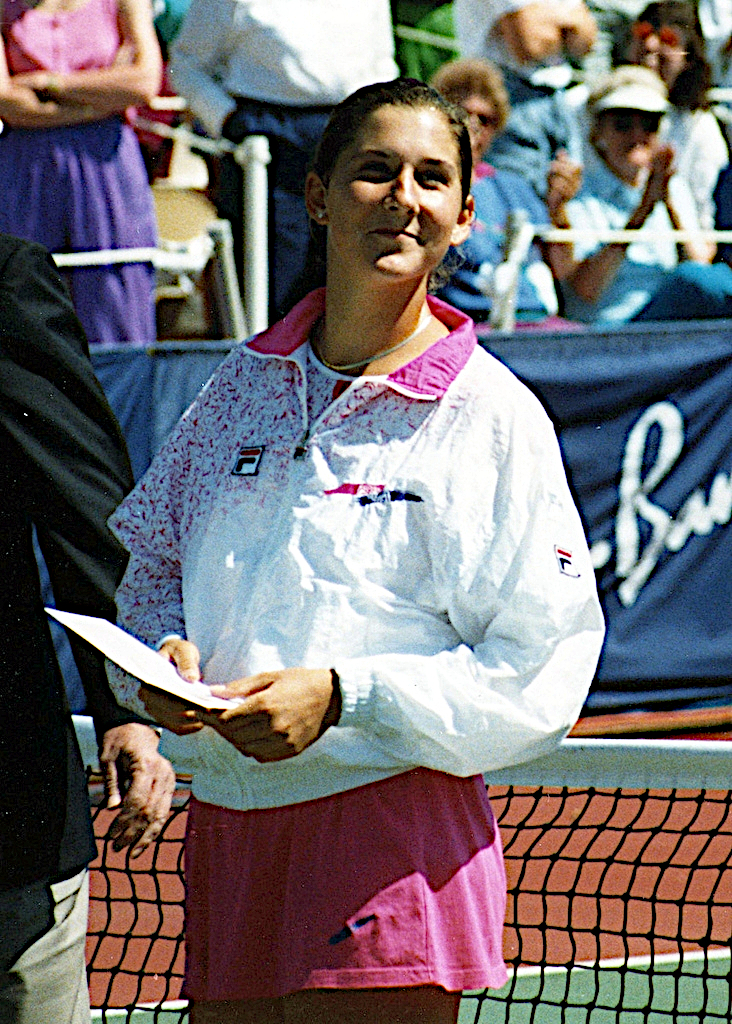
Monica Seles (San Antonio – 1991)

1991 est l'année de la consécration.
En janvier, à l'Open d'Australie, Monica Seles sauve une balle de match en demi-finale, puis s'adjuge l'épreuve en trois sets face à Jana Novotná. Le 11 mars, elle devient, à 17 ans et 99 jours, la plus jeune numéro un mondiale au classement WTA depuis Tracy Austin en 1980,.
Après avoir conservé son titre porte d'Auteuil contre Arantxa Sánchez Vicario en juin, elle déclare forfait à Wimbledon et « disparaît » sans donner d'explications. Son silence médiatique alimente des rumeurs extravagantes, notamment qu'elle serait enceinte, et lui coûte une amende de 6 000 dollars de la part de la WTA. Elle reçoit, quelques semaines plus tard, une autre pénalité de 20 000 dollars pour avoir participé à une lucrative exhibition dans le New Jersey et porté préjudice à une compétition officielle se déroulant à proximité. La Fédération internationale de tennis lui interdit de paraître aux Jeux olympiques de Barcelone qui se tiennent l'année suivante (voir ci-après), tandis que, deux fois en août, Graf lui subtilise sa place de numéro un,,.
Remise de ces mésaventures, Seles assoit son emprise à l'US Open, réalisant par la même occasion le Petit Chelem : en demi-finale, elle écarte de justesse la jeune prodige Jennifer Capriati à l'issue d'un match d'anthologie. Puis elle dispose de Martina Navrátilová, de dix-sept ans son aînée,. Au Masters, elle bat à nouveau Navrátilová et devient, fin 1991, la sportive la mieux payée de tous les temps.
En défendant avec succès ses trois titres du Grand Chelem, Monica Seles accomplit une saison 1992 en tout point comparable à la précédente. Elle obtient d'abord une victoire facile à Melbourne. Elle arrache ensuite son troisième French Open consécutif au terme d'une finale de 2 h 43 contre Steffi Graf — et un public parisien « au bord du coup de sang », acquis à la cause de l'Allemande. En juillet à Wimbledon, les plaintes de ses adversaires et les moqueries des tabloïds anglais, la contraignent à disputer sa finale sans émettre le moindre cri Entre deux averses, Graf prend une cinglante revanche et prive la Yougoslave de ses rêves de Grand Chelem. Seles, quoique pétrie de regrets,, se rattrape en septembre à Flushing Meadows, qu'elle empoche, malade, en égarant 27 jeux sur sa route. En novembre, elle gagne son troisième Masters et est élue championne du monde par la FIT, joueuse de l'année par la WTA et sportive de l'année par l'agence Associated Press.
À la ville, la « Madonna du tennis » se plaît à entretenir l'image d'une fashion victim américanisée, désireuse de « faire du cinéma à 25 ans » tout en revendiquant la parité salariale sur le circuit professionnel.

### 1993: l'agression de Hambourg
1993 s'ouvre sur des bases similaires quand, avec un service perfectionné, Monica Seles s'empare de son troisième Open d'Australie de suite, une nouvelle fois de haute lutte face à Graf : c'est son huitième trophée du Grand Chelem à 19 ans. Nulle autre adolescente ne s'est jamais constitué pareil palmarès aussi précocement. Dans la foulée, elle gagne à Chicago et atteint la finale au Zénith de Paris.
Sa suprématie s'interrompt le 30 avril lors du tournoi de Hambourg, épreuve où Seles s'est inscrite à la hâte après deux mois de grippe et de repos forcé. À un changement de côté, tandis qu'elle mène son quart de finale contre Magdalena Maleeva sur le court central, un spectateur fan de Steffi Graf (Günter Parche) s'approche de sa chaise et lui plante un couteau de cuisine dans le dos. Sitôt hospitalisée, elle reçoit deux jours plus tard la visite de Graf, qui reste à son chevet « quelques minutes » sans parvenir à la consoler.
L'Allemande, en l'absence de Seles, s'impose le 4 juin à Roland-Garros. Le surlendemain, au bénéfice de cette victoire, elle lui ravit son fauteuil de numéro un mondiale pour ne quasiment plus le quitter jusqu'en mars 1997.
Soignée dans une clinique du Colorado, Seles déclare forfait à Wimbledon et recourt aux conseils de Bob Kersee (entraîneur d'athlétisme) pour hâter sa convalescence. Mais si la cicatrice est superficielle, le traumatisme psychologique se révèle plus profond. Elle est en outre désabusée par le refus de ses pairs, hormis Gabriela Sabatini qui s'abstient, de voter le gel de son classement, puis par la condamnation trop clémente, à ses yeux, de Parche par la justice allemande. Ses commanditaires rompent enfin un à un leurs engagements ; son père et mentor est opéré d'un cancer à l'estomac en décembre 1993.
En proie à la dépression et à un syndrome d'hyperphagie incontrôlée, elle vit retranchée dans sa résidence floridienne de Sarasota et laisse planer le mystère quant à la date de son retour. Son poids culmine à 80 kilos. Seles acquiert la citoyenneté américaine le 16 mars 1994 à Miami.
En avril 2023, trente ans après l'agression, l'écrivain français David Rochefort publie Le Prix fort, un roman où, mêlant exploits sportifs, enquête historique et souvenirs personnels, il se désole de la médiatisation partiale et sexiste de l'événement au début des années 1990.

### 1995-2003: retour et désillusions

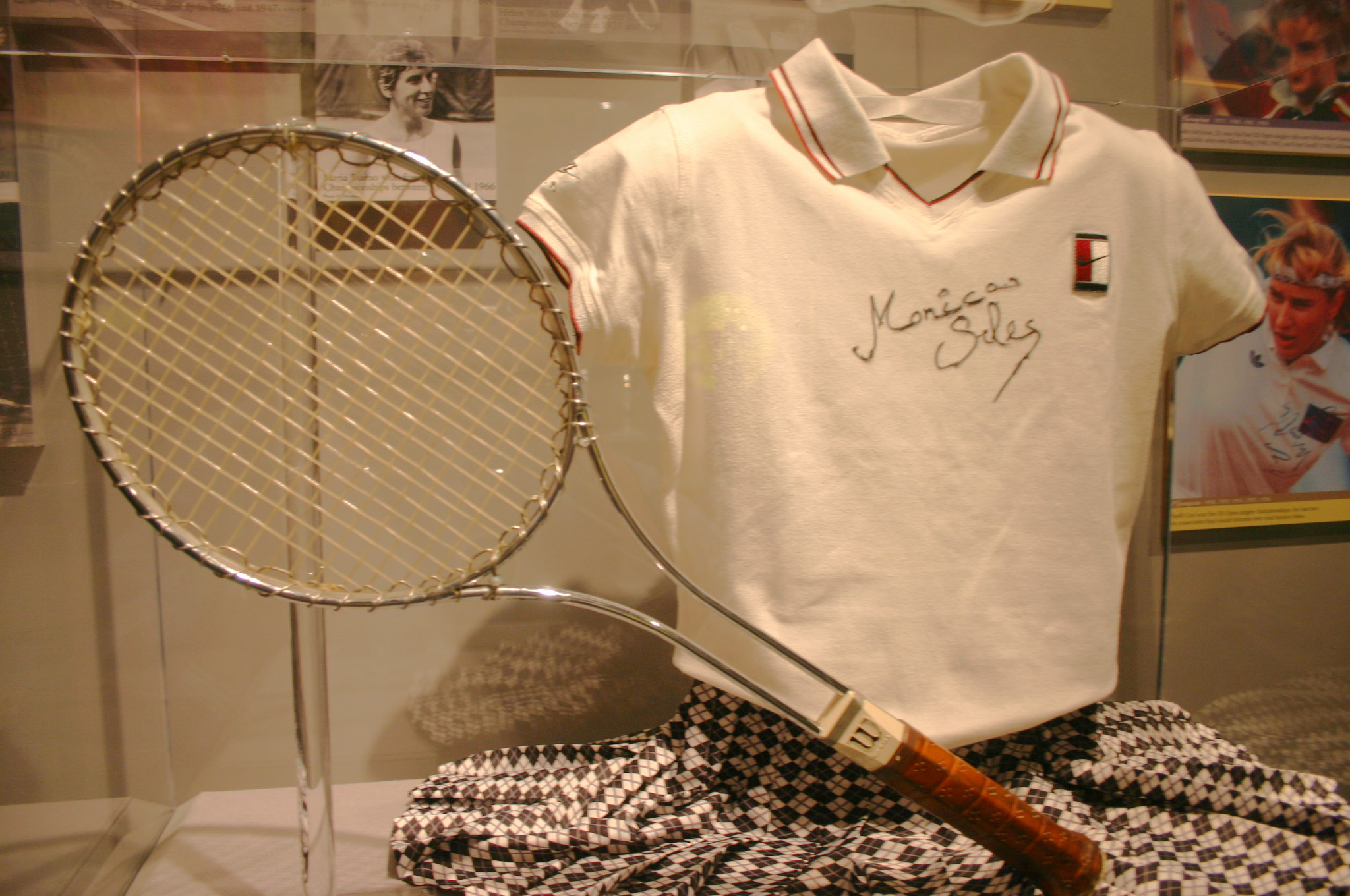
Tenue de Seles à son retour (US Open1995)

Tandis que la presse déplore le cavalier seul de Steffi Graf, Monica Seles effectue son retour sur les courts le 30 juillet 1995. À Atlantic City, elle dispute une exhibition très médiatisée contre Martina Navrátilová. En marge de ce spectacle, après des réticences, la WTA lui octroie exceptionnellement la place de « co-numéro un mondiale »,. Elle honore cette faveur en gagnant d'entrée l'Open de Toronto, sans perdre un set. Puis, sous le feu des projecteurs, elle échoue en finale de l'US Open, dans un match à suspense contre Graf.
Elle reçoit de la WTA, fin 1995, le titre honorifique de « comeback de l'année ».
En janvier 1996, elle remporte le tournoi de Sydney avant de décrocher les Internationaux d'Australie aux dépens d'Anke Huber, son ultime sacre dans un des quatre Majeurs. Elle publie la même année une autobiographie : From Fear to Victory — « de la peur à la victoire ».
Redevenue l'une des toutes meilleures, Seles gagne en sympathie auprès du public, mais échoue par la suite à reconquérir son autorité. Victime de blessures à répétition et sujette à l'embonpoint, ses progrès au service et à la volée ne lui évitent pas des contre-performances. Graf la surclasse régulièrement, par exemple à l'US Open 1996. En de maintes occasions, la talentueuse Martina Hingis lui barre la route,, lui infligeant même un double 6-0 en mars 2000 à Miami. Les sœurs Venus,, et Serena Williams,, Lindsay Davenport, voire Mary Pierce,, plus athlétiques, la dominent aussi en puissance.
Seles moissonne six de ses dix derniers titres dans des tournois mineurs, de catégories tier III ou tier IV. Elle signe son dernier coup d'éclat en juin 1998, trois semaines après la mort de son père, en se hissant en finale à Roland-Garros. De noir vêtue et sans préparation, elle étrille la favorite Hingis en demi-finale, mais rend les armes contre Arantxa Sánchez à la conclusion.
En dix-sept tentatives supplémentaires, Monica Seles atteint à trois reprises les demi-finales en Grand Chelem : à Roland-Garros (1999) et à l'Open d'Australie (1999, 2002). Dix autres fois, dont quatre à l'US Open, elle tombe au stade des quarts de finale.
Le 27 mai 2003, handicapée au pied gauche par une fracture de stress, elle est sortie sans ménagement au premier tour des Internationaux de France par Nadia Petrova. Cette élimination prématurée, sa seule défaite au 1er tour d'un Grand Chelem en simple dames, demeure sa dernière prestation en compétition.

### 2004-2008: une retraite sportive longtemps différée

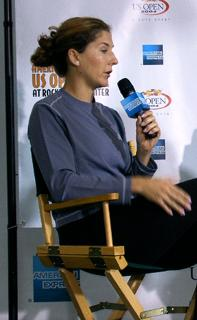
Seles interviewée (US Open – 2005)

De 2004 à 2007, Monica Seles s'illustre dans une série de matchs de gala et, plusieurs fois, envisage un retour sur le circuit WTA ou en Fed Cup.
Toujours en délicatesse avec son pied, elle ne concrétise toutefois pas ses projets et, dans un communiqué de presse du 14 février 2008, finit par confirmer sa retraite sportive définitive. Elle précise quelques années plus tard avoir essayé de revenir « pendant longtemps », mais dû capituler parce qu'elle avait « payé le prix d'avoir joué sept ou huit heures par jour au tennis depuis l'âge de 7 ans ». Elle confie également à Marion Bartoli qu'elle était « revenue trop tôt, avec un peu de surpoids » en 1995, et qu'elle en avait fait les frais « avec pas mal de petites blessures ».

### L'après-tennis

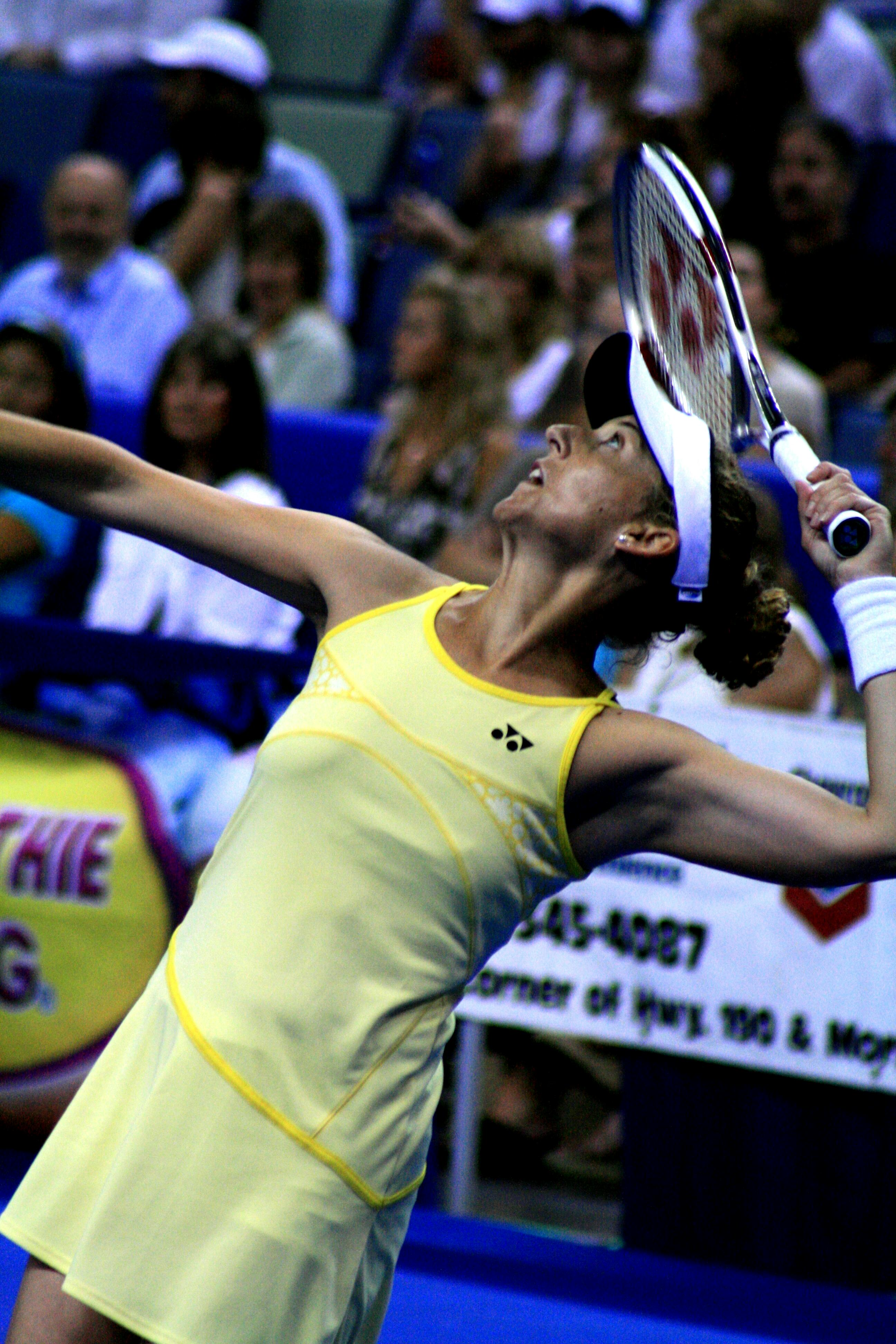
Monica Seles lors d'une exhibition (La Nouvelle-Orléans 2007)

En juin 2007, Monica Seles acquiert « secrètement » la nationalité hongroise pour « faire plaisir à [sa] mère ».
En mars 2008, elle participe à Dancing with the Stars, un jeu de téléréalité diffusé sur la chaîne américaine ABC. Le couple de danse qu'elle forme avec Jonathan Roberts est le premier écarté par le jury et par les téléspectateurs.
Dans Getting a Grip (« Se ressaisir »), sa seconde autobiographie parue en avril 2009, elle témoigne de son combat contre dix années de dépression et de suralimentation. De passage à Roland-Garros en juin 2012 pour remettre la Coupe Suzanne-Lenglen, elle confie avoir « repris le contrôle » de sa vie grâce à l'écriture.
En décembre 2010, elle signe avec l'éditeur britannique Bloomsbury pour publier The Academy, une série de romans jeunesse. Relatant les péripéties sportives et sentimentales d'un groupe d'apprentis champions, le premier tome, Game On, est livré en juin 2013 ; le deuxième et dernier, Love Match, en février 2014.
Le New York Daily News annonce en juin 2014 ses fiançailles avec le milliardaire Tom Golisano, avec qui elle a une relation depuis 2009.
En février 2015, elle devient la porte-parole rémunérée de l'entreprise pharmaceutique Shire, qui lance un médicament controversé contre l'hyperphagie boulimique.
En août 2025, elle révèle souffrir depuis trois ans de myasthénie grave. Elle explique présenter régulièrement des symptômes affectant sa vision, ses muscles des bras et des jambes, sa vie quotidienne est affectée.
Monica Seles possède un patrimoine évalué à plusieurs dizaines de millions de dollars, dont l'essentiel amassé en contrats publicitaires avec Fila ou Nike. Aujourd'hui âgée de 51 ans, elle se consacre à la promotion du tennis, à des matchs amicaux ou à des œuvres caritatives.

## Style de jeu et legs sportif

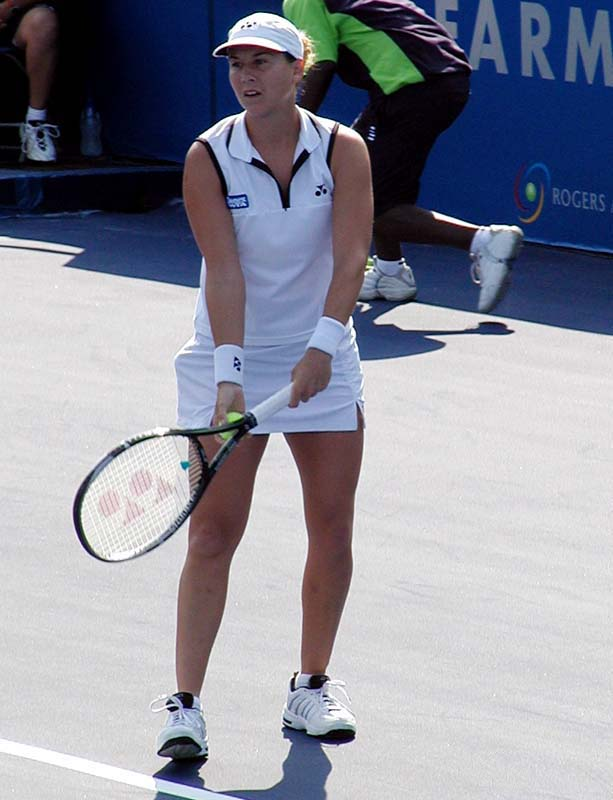
Seles au service (Toronto – 2001)

En dépit d'un palmarès rendu incomplet par son agression, Monica Seles a édicté les modalités du boxing tennis, basé sur la puissance et la recherche du KO,.
Seles jouait à deux mains, côté revers, geste popularisé dans les années 1970 par Chris Evert, et côté coup droit. Cette technique atypique, restée sa marque de fabrique, lui permettait d'expédier la balle depuis les quatre coins du court, à toute allure et dans des angles improbables.
La première, cette attaquante de fond de court s'est attachée à s'installer le plus souvent possible à l'intérieur du terrain, dès le retour de service, pour prendre le contrôle des échanges, s'ouvrir le court et déborder son adversaire en cadence. Sans attendre le sommet du rebond de la balle ni temporiser, elle alternait avec précision les tirs « long de ligne » ou croisés et les offensives dans le contre-pied en guise de coups gagnants. Sa rivale, constamment pilonnée, était ainsi contrainte à commettre la faute ou à lui procurer une balle courte, immédiatement sanctionnée par une accélération imparable — gifle de revers ou demi-volée haute liftée. Une stratégie redoutable sur toutes les surfaces sauf sur herbe, dans une moindre mesure, où volleyeuses, contreuses et expertes du slice pouvaient plus commodément la neutraliser.
Rare au filet, sinon pour terminer un point presque acquis, son excellent jeu de jambes et son sens de l'anticipation lui permettaient de faire preuve, dans ses jeunes années, d'une défense pugnace : pendant les rallyes, elle n'hésitait pas à distribuer épisodiquement des moonballs avant de mieux réitérer ses assauts. Sur le tard, moins véloce, elle usera volontiers, en bout de course, d'un coup droit à une main destiné à compenser le manque d'allonge induit par sa prise de raquette à deux mains.
De ses cris stridents lâchés à chaque frappe, Monica Seles dira qu'ils lui sortent de la bouche depuis ses 12 ans (face à Carrie Cunningham), mais qu'elle n'en retirait pas un surcroît d'efficacité. Une étude scientifique démontrerait, à l'inverse, que de tels cris altèrent les performances de l'adversaire. Si d'aucuns les jugeront exaspérants,, d'autres y percevront la marque d'une rage de vaincre inébranlable. Dotée de beaucoup de sang-froid dans les moments-clés, elle a su renverser nombre de parties très mal engagées,,.
Avec un investissement physique accru, les joueuses de la génération suivante, telles les sœurs Williams ou Maria Sharapova, adopteront ce style de jeu coercitif, parfois décrié pour son caractère machinal et stéréotypé. La Française Marion Bartoli, gagnante à Wimbledon en 2013, poussera le mimétisme jusqu'à reproduire son coup droit à deux mains.

## La rivalité Graf-Seles

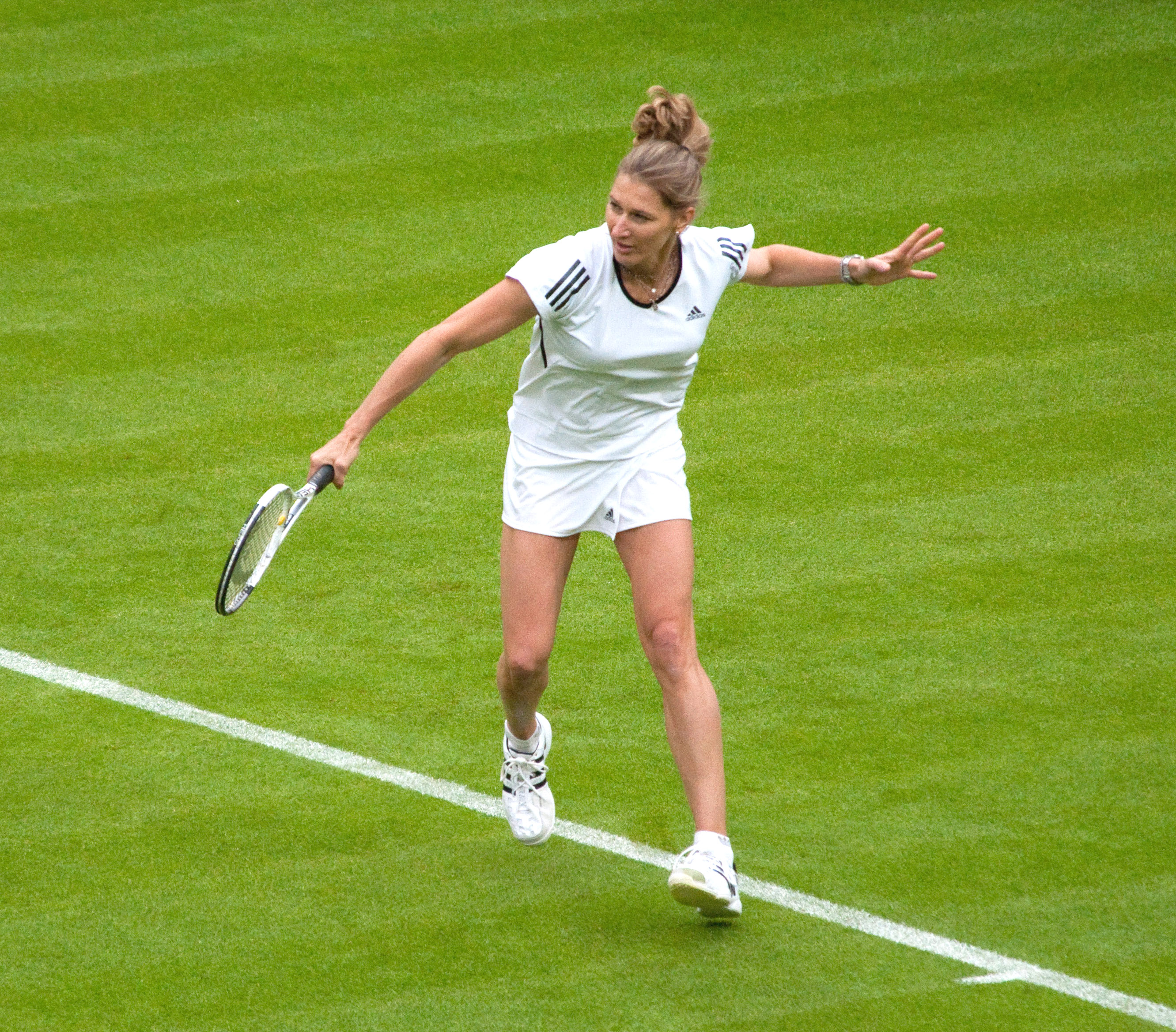
Steffi Graf (Wimbledon – 2009)

Monica Seles et Steffi Graf ont été numéros un mondiales sur le circuit WTA. Elles se sont affrontées en quinze occasions entre 1989 et 1999, la première et la dernière fois à Roland-Garros.
Réputées l'une et l'autre pour leur force de frappe et leurs nerfs d'acier, Graf et Seles avaient des styles de jeu très différents. La première était pourvue d'un coup droit explosif, d'un revers coupé, d'un jeu de jambes sans faille et d'un service tranchant qui lui valurent une domination sans partage de 1987 à 1989. La seconde, gauchère au tempérament teigneux, innova par sa façon de « cogner » la balle, en revers comme en coup droit, dès le retour de service : en 1991-1992 et jusqu'à son agression à Hambourg en avril 1993, elle parvient à suspendre le long règne de l'Allemande.
Graf s'est imposée à dix reprises contre Seles. Les deux joueuses sont à égalité lors de leurs finales disputées en Grand Chelem, avec trois succès chacune. Leurs duels sont pareillement équilibrés sur terre battue (3-3), tandis que Graf domine sur dur (3-2), moquette (2-0) et gazon (2-0).
Jusqu'en 1993, Graf compte six victoires pour quatre défaites face à Seles. Elle est alors la seule joueuse en activité à présenter un bilan favorable contre la Yougoslave. Entre 1995 et 1999, elle l'emporte quatre fois sur cinq,,,, y compris au Masters en 1998. Seles enregistre son unique succès sur cette période en quart de finale des Internationaux d'Australie 1999.
Certains observateurs, plus tard, compareront cette rivalité sportive et stylistique, bien qu'écourtée, avec celle que se livreront Roger Federer et Rafael Nadal à partir du milieu des années 2000.

## Palmarès
Monica Seles a remporté 53 titres en simple au cours de sa carrière, y compris neuf Grands Chelems et trois Masters d'affilée. 1991 et 1992 demeurent ses meilleurs crus, avec dix succès chaque année. De novembre 1990 à février 1993, elle triomphe dans 24 des 35 finales qu'elle atteint ; seule Jennifer Capriati réussit, sur cette période, à la priver de finale.
Médaillée de bronze aux Jeux olympiques de Sydney, Seles a aussi contribué aux victoires des États-Unis en Fed Cup lors des finales de 1996, 1999 et 2000.
En double dames où elle s'est peu impliquée, Seles a décroché six succès mineurs.

### En simple dames
Seles a gagné 53 titres WTA en simple, sur toutes les surfaces, dont 32 avant son agression en 1993 ; 29 de ces succès ont été acquis contre cinq joueuses en finale — Martina Navrátilová (9), Arantxa Sánchez (8), Mary Joe Fernández (5), Steffi Graf (4) et Gabriela Sabatini (3). Elle cumule quatre victoires à l'Open d'Australie (1991-1993, 1996) et à l'Open du Canada (1995-1998) ; trois à Roland-Garros (1990-1992) et au Masters (1990-1992).
Elle a perdu 32 finales WTA, dont 19 après son retour en 1995 ; 24 de ces défaites ont été concédées contre cinq joueuses — Martina Hingis (7), Steffi Graf (6), Martina Navrátilová (5), Lindsay Davenport (3) et Venus Williams (3).

### En double dames
Monica Seles s'est peu mobilisée dans les épreuves de double dames. Elle compte six titres à son palmarès dans cette spécialité, dont trois de rang aux Internationaux d'Italie (1990, 1991, 1992).

## Parcours dans les grandes compétitions

### En Grand Chelem
Avec neuf trophées en Grand Chelem — sauf à Wimbledon —, Monica Seles se classe sixième meilleure joueuse de l'ère Open dans cette catégorie de tournois. Elle est distancée par Margaret Court (11 victoires à partir de 1968), Chris Evert et Martina Navrátilová (18 chacune), Steffi Graf (22) et Serena Williams (23).
Seles a gagné huit de ces neuf titres alors qu'elle entamait sa 19e année. À son vingtième anniversaire, Graf en avait décroché six, contre cinq pour Hingis (qui en restera là) ; deux pour Evert ; et un seul pour Serena Williams. Navrátilová allait quant à elle sur ses 22 ans lorsqu'elle remporta son premier Majeur à Wimbledon. Elle est aussi la seule femme qui a remporté ses six premières finales en Grand Chelem au cours de l'ère Open.
Comme Margaret Court (après 1968), Steffi Graf et Evonne Goolagong, Seles compte quatre titres à l'Open d'Australie — Serena Williams, sept.

### Au Masters
De 1990 à 1992,,, Monica Seles a remporté trois fois consécutivement le Masters de fin de saison en simple dames.
Elle a atteint une quatrième finale, en 2000, qu'elle perd contre Martina Hingis.

### Aux Jeux olympiques
Critiquée pour ne pas avoir représenté la Yougoslavie lors de la Coupe de la Fédération 1991, Monica Seles se voit refuser le droit de concourir aux Jeux olympiques de Barcelone en 1992 où, numéro un mondiale, elle faisait figure de favorite. 
Elle ne se présente aux JO qu'en 1996 et en 2000, sous le drapeau des États-Unis, après sa naturalisation américaine.
En 1996 à Atlanta, Seles trébuche en quarts de finale contre la Tchèque Jana Novotná. Quatre ans plus tard à Sydney, défaite en demi par la future gagnante, sa compatriote Venus Williams, elle décroche la médaille de bronze en battant l'Australienne Jelena Dokić lors de la finale de consolation.

### En Fed Cup
Monica Seles a joué onze manches de Fed Cup entre 1996 et 2002 au sein de l'équipe des États-Unis. Soit deux quarts de finale, quatre demi-finales et trois finales — gagnées en 1996 et 2000 face à l'Espagne d'Arantxa Sánchez et de Conchita Martínez ; en 1999, face à la Russie.
Son bilan personnel s'établit à 17 victoires (15 en simple, 2 en double dames) contre 2 défaites (en simple).

### En Hopman Cup
Monica Seles a participé trois fois à la Hopman Cup, épreuve de double mixte organisée par la Fédération internationale de tennis.
Aux côtés de Goran Prpić pour le compte de la Yougoslavie, elle remporte l'édition 1991 face au duo américain Garrison-Wheaton en finale. Elle gagne ses huit matchs au cours de la compétition — quatre en simple, quatre avec Prpić.
En 2001 et 2002, pour les États-Unis, son association avec Jan-Michael Gambill se solde par deux échecs en finale, respectivement contre la Suisse (Hingis-Federer) et l'Espagne (Sánchez-Robredo).

## Classements WTA
Monica Seles accède au top 10 du classement WTA le 11 septembre 1989, à 15 ans et 9 mois.
Le 11 mars 1991, elle devient, à 17 ans et 99 jours, la plus jeune numéro un mondiale au classement WTA depuis Tracy Austin en 1980,. Elle est restée au sommet de la hiérarchie pendant 178 semaines (6e plus long règne depuis l'instauration du classement informatique en 1975), dont 91 consécutives entre 1991 et 1993 (6e meilleure performance). Elle a aussi occupé cette place 65 semaines durant, d'août 1995 à novembre 1996, conjointement avec Steffi Graf en tant que « co-numéro un »,.
En double dames, 1991 reste sa meilleure saison, qu'elle termine au 22e rang mondial — 16e, le 22 avril. Elle obtient à sept reprises (en 1990, 1991 et de 1997 à 2001) un classement de fin saison dans cette spécialité, en seize ans de carrière.

## Victoires et défaites en carrière
Monica Seles a remporté 595 de ses 717 matchs en simple, soit un taux de réussite de 83 % — derrière Chris Evert (90 %), Steffi Graf (88,7 %), Martina Navrátilová (86,8 %) et Serena Williams (84,6 %) ; devant Justine Henin (82 %) et Martina Hingis (80,5 %),.
Lors de sa « première carrière » de 1988 à 1993, Seles compte 253 victoires pour 30 défaites, portant ce taux à 89,4 % sur cette période, et même à 92,9 % en 1991-1992 (144 succès, 11 échecs). De 1995 à 2003, après son comeback, son ratio s'établit à seulement 78,8 % (342-92).
En double dames, Seles a gagné 89 fois en 134 matchs (66,4 %).

## Récompenses et distinctions
Voici une liste des principaux prix dont Monica Seles a été récipiendaire :
- en 1990 : joueuse ayant le plus progressé (World Tennis Association)[25]
- en 1991 et 1992 : sportive de l'année (Associated Press)
- en 1991 et 1992 : joueuse de l'année (World Tennis Association)[25]
- en 1991 et 1992 : championne du monde (Fédération internationale de tennis)
- en 1993 : meilleure athlète et meilleure joueuse de tennis (ESPY Awards)[225]
- en 1995 et 1998 : comeback de l'année (World Tennis Association)[25]
- en 2003 : Sarah Palfrey Danzig Award pour « bon esprit sportif » (Fédération de tennis des États-Unis)

Le 11 juillet 2009 à Newport, Monica Seles a également intégré le International Tennis Hall of Fame.